# خيسوس بيرغوس بينتو
خيسوس بيرغوس بينتو هو سياسي مكسيكي، ولد في 3 أغسطس 1953 في Guasave ‏ في المكسيك. نشط حزبياً في الحزب الثوري المؤسساتي. وقد انتخب عضو مجلس النواب المكسيك ‏.